# كولوتيس
المُقَصَّر أو الباجة أو الكولوت أو الكيلوت (من الفرنسية: Culotte) (بالإنجليزية: Panties)‏ (نقحرة: بانتيس) هو نوع من الألبسة الداخلية مصمم خصيصاً لترتديه النساء والفتيات في منطقه المنفرج تحت الخصر مباشرة، ولكن يرتديه بعض الرجال أيضاً. يتكون من ربطة حول الخصر ومنطقة لحماية مهبل المرأة (تصنع من مادة ممتصة مثل القطن) وفتحتين للأرجل.
صُمّم لتغطية الجزء الأسفل من جسم المرأة قديماً، لكن مع تقدم الموضة أصبح شكله يتغير، ففي بعض الأحيان يكون بدون فتحة الرجل أو يكون قصيراً جداً، ويستخدم المُقصّر عادة لإثارة الشهوة الجنسية عند الرجال، واهتمت بعض الشركات ببيع وتصميم الملابس الداخلية للنساء منها شركة فيكتوريا سيكريت الشهيرة.

## معرض صور

أنواع مختلفة من المقصر
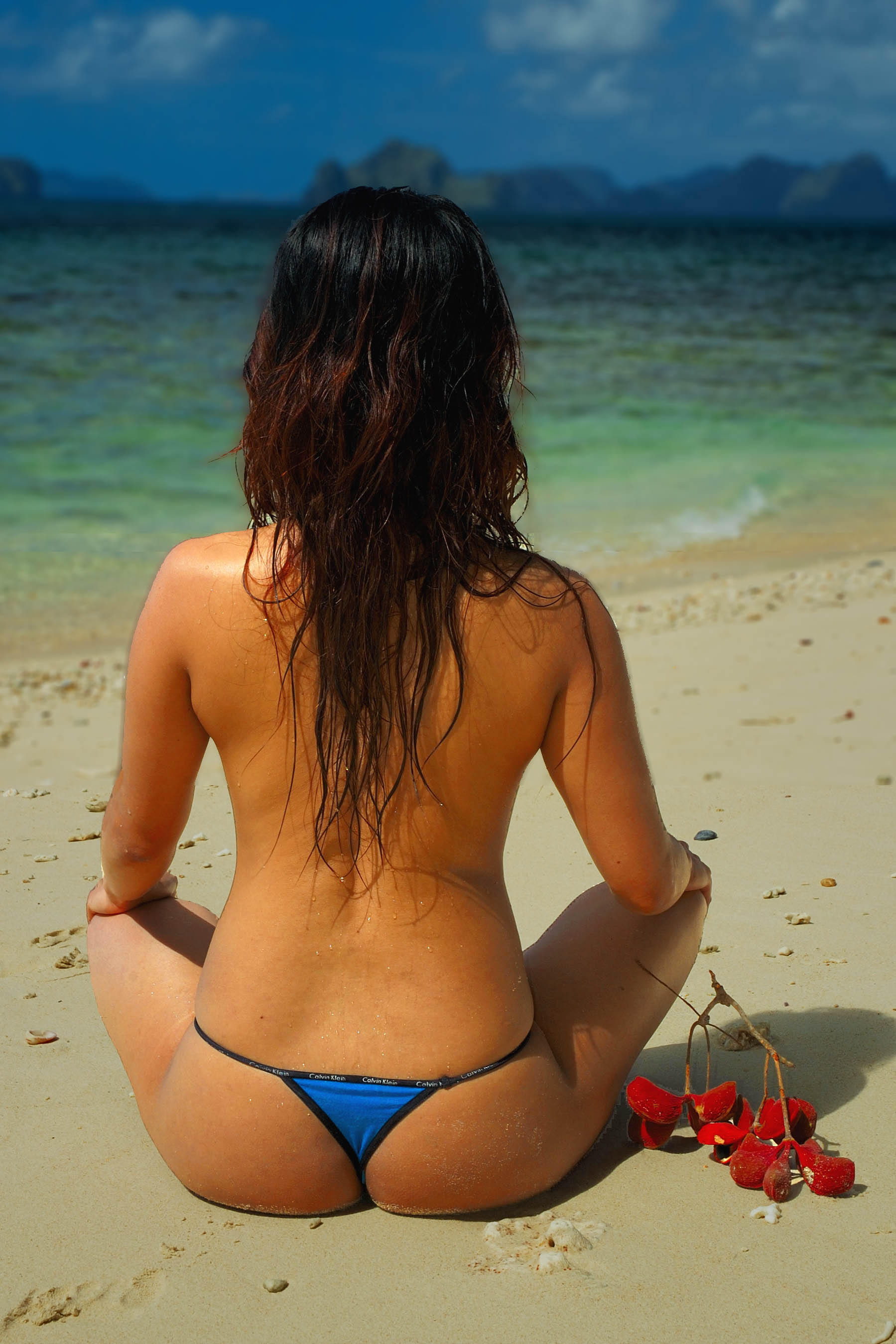
فتاة ترتدي مقصر

## طالع أيضًا
- كلسون